# Дафф, Энн-Мари
Энн-Мари́ Дафф (англ. Anne-Marie Duff; род. 8 октября 1970) — британская актриса. Номинантка на премии BAFTA и Лоренса Оливье.

## Биография
Родители Дафф имеют ирландское происхождение. В детстве она жила в Западном Лондоне, училась в школе «Меллоу Лейн Скул» в Хиллингтоне. Актёрскому мастерству училась в Драматическом Центре (англ. The Drama Center), являющимся сейчас частью Лондонского Университета Искусства. Отец Энн-Мари долго убеждал её не становиться актрисой.
В 2000 году Дафф была номинирована на награду Лоренса Оливье, но впервые стала знаменитой в качестве Фионы в популярном сериале «Бесстыдники». Дополнительную популярность ей принесла роль королевы Англии Елизаветы I в мини-сериале на канале BBC «Королева-девственница» в 2005 году. Дафф периодически играла в Национальном королевском театре и в Лондонском Вест-Энде. Она играет главную роль в спектакле по пьесе Джорджа Бернарда Шоу «Святая Иоанна».
В 2006 году Дафф вышла замуж за актёра Джеймса Макэвоя. В 2010 у них родился сын Брендан. В мае 2016 года пара объявила о расставании, но и после этого сохранила дружеские отношения. Чтобы меньше травмировать сына, бывшие супруги по-прежнему живут вместе в Северном Лондоне в те периоды, когда оба не снимаются.

## Работы

### Фильмография
| Год       |     | Русское название            | Оригинальное название                 | Роль                  |
| --------- | --- | --------------------------- | ------------------------------------- | --------------------- |
| 1997      | с   | Испытание и возмездие       | Trial & Retribution                   | Кэти Гиллингхэм       |
| 1998      | кор | Мягкий и горький            | Mild and Bitter                       | женщина               |
| 1998      | с   | Среди женщин                | Amongst Women                         | Шейла                 |
| 1999      | с   | Аристократы                 | Aristocrats                           | Луиза Леннокс         |
| 2000      | с   | Дотянуться до Луны          | Reach for the Moon                    | Луиза                 |
| 2001      | ф   | Энигма                      | Enigma                                | Кей                   |
| 2001      | с   | Дороги, которые мы выбираем | The Way We Live Now                   | Джорджиана            |
| 2002      | тф  | Грешники                    | Sinners                               | Энн-Мари/Тереза       |
| 2002      | с   | Холби Сити                  | Holby City                            | Эллисон Маккарти      |
| 2002      | ф   | Сёстры Магдалины            | The Magdalene Sisters                 | Маргарет              |
| 2002      | тф  | Доктор Живаго               | Doctor Zhivago                        | Оля Дёмина            |
| 2002      | с   | Дикий запад                 | Wild West                             | Холли                 |
| 2003      | с   | Последний король            | Charles II: The Power and The Passion | Генриетта Стюарт      |
| 2004—2013 | с   | Бесстыдники                 | Shameless                             | Фиона                 |
| 2006      | с   | Королева-девственница       | The Virgin Queen                      | королева Елизавета I  |
| 2006      | тф  | Рожденные равными           | Born Equal                            | Мишель                |
| 2006      | ф   | Скандальный дневник         | Notes on a Scandal                    | Аннабель              |
| 2007      | тф  | История мистера Полли       | The History of Mr Polly               | Мириам Ларкинс        |
| 2007      | ф   | Заправка                    | Garage                                | Кармель               |
| 2007      | ф   | Зал ожидания                | The Waiting Room                      | Анна                  |
| 2008      | ф   | Есть здесь кто-нибудь?      | The Waiting Room                      | мать                  |
| 2008      | ф   | Французский фильм           | French Film                           | Софи                  |
| 2009      | ф   | Последнее воскресение       | The Last Station                      | Саша Толстая          |
| 2009      | ф   | Стать Джоном Ленноном       | Nowhere Boy                           | Джулия                |
| 2009      | тф  | Марго                       | Margot                                | Марго Фонтейн         |
| 2012      | ф   | Святилище                   | Sanctuary                             | мэр                   |
| 2012      | с   | Обвиняемые                  | Accused                               | Мо Мюррей             |
| 2012      | с   | Конец парада                | Parade's End                          | Эдит                  |
| 2013      | ф   | Замкнутая цепь              | Closed Circuit                        | Мелисса               |
| 2014      | ф   | Прежде, чем я усну          | Before I Go to Sleep                  | Клэри                 |
| 2015      | ф   | Суфражистка                 | Suffragette                           | Вайолет Кембридж      |
| 2015      | с   | Из темноты                  | From Darkness                         | Клэр                  |
| 2018      | мс  | Обитатели холмов            | Watership Down                        | Хизентли              |
| 2018      | ф   | На берегу                   | On Chesil Beach                       | Марджори Мэйхью       |
| 2019      | с   | Тёмные начала               | His Dark Materials                    | Ма Коста              |
| 2020—2021 | с   | Половое воспитание          | Sex Education                         | Эрин Уайли            |
| 2020      | с   | Отравление в Солсбери       | The Salisbury Poisonings              | Трейси Дашкевич       |
| 2022—2024 | с   | Подозреваемый               | Suspect                               | Сюзанна               |
| 2022—2024 | с   | Заговор сестёр Гарви        | Bad Sisters                           | Грейс Уильямс / Райли |
| 2025      | с   |                             | Reunion                               | Кристин Мохтар        |

### Роли в театре
- Дядя Силас (1994, спектакль) Мод Рутин
- Старая Мельница (1994, спектакль) Мегги
- La Grande Magia (1995, спектакль) Амелия
- Питер Пен (1995-6, спектакль) Венди
- Война и Мир (1996, спектакль) Наташа Ростова
- Король Лир (1997-8, спектакль) Корделия
- Васса (1999, спектакль) Людмила
- Собрание Историй (1999—2000, спектакль) Лиза
- Кукольный дом (2000, спектакль) Нора
- Сноха (2002, спектакль) Минни
- Дни Вина и Роз (2005, спектакль) Мона
- Солдат Удачи (2007, спектакль) Леди Дьюнс
- Святая Иоанна (2007, спектакль) Джоан
- Cause Célèbre (2011, спектакль) Альма Раттенберг
- Странная интерлюдия (2013, спектакль) Нина Лидс
- Макбет (2013, спектакль) леди Макбет

### Радио и аудио
- Двенадцатая Ночь (1998, радиопостановка) Виола
- Искусство Любви (2000, радиодрама) Cypassis
- Дневник провинциальной девушки (2000, радиосериал)
- Время, которое прошло (2001, радиодрама)
- Джейн Эйр (2004, радиосериал) автор
- Широко распахнутые уши (2005, радиодрама) Диана
- Отелло (2005, аудиокнига) Дездемона
- Королева 80 (2006, радиосериал) автор
- Одержимый (2006, радиодрама) Лиза/Мария
- Оглянись во гневе (репетированное чтение) Элисон
- Королевство Золотого Дракона (2007, радиодрама) автор
- Кармилла (2011, радиодрама) автор